# C4orf45
C4orf45 (англ. Chromosome 4 open reading frame 45) – білок, який кодується однойменним геном, розташованим у людей на 4-й хромосомі. Довжина поліпептидного ланцюга білка становить 186 амінокислот, а молекулярна маса — 21 723.
| 10         |  | 20         |  | 30         |  | 40         |  | 50         |
| ---------- |  | ---------- |  | ---------- |  | ---------- |  | ---------- |
| MASVSYQKPT |  | STTVGKQMIF |  | TGPDYIKDYL |  | PKIHQHTSYV |  | GEQHLALEKT |
| GDLRYLWRPA |  | SNRSLPAKYK |  | HEYVSEIGWR |  | IPQYNFINKS |  | RLGSGFHIKY |
| EELSQASLDS |  | ITHRYQNPWQ |  | PKPHVLDMQG |  | KQSRASFAWH |  | MSAFEDTDQR |
| NSKWAILVRQ |  | CKSSLPRASK |  | PPKLPKLPKK |  | EKKRKH     |  |            |

A: Аланін

C: Цистеїн

D: Аспарагінова кислота

E: Глутамінова кислота

F: Фенілаланін

G: Гліцин

H: Гістидин

I: Ізолейцин

K: Лізин

L: Лейцин

M: Метіонін

N: Аспарагін

P: Пролін

Q: Глутамін

R: Аргінін

S: Серин

T: Треонін

V: Валін

W: Триптофан